# Colroy-la-Grande
Pour les articles homonymes, voir Colroy.
Colroy-la-Grande est une ancienne commune française située dans le département des Vosges, en région Grand Est, devenue, le 1er janvier 2016, une commune déléguée de la commune nouvelle de Provenchères-et-Colroy.
Ses habitants sont appelés les Colréens ou les Colrégiens.

## Géographie

### Localisation
La commune est ainsi nommée pour la distinguer de Colroy-la-Roche, commune aujourd'hui alsacienne mais qui resta vosgienne jusqu'en 1871.
C'est une des communes du parc naturel régional des Ballons des Vosges réparti sur quatre départements  : les Vosges, le Haut-Rhin, le Territoire de Belfort et la Haute-Saône.
Le hameau principal est Le Houssot, proche du col de Saales. Colroy-la-Grande se trouve à 16 km de Saint-Dié et 3 km de Provenchères-sur-Fave.
- Hameaux :
  - le Houssot
  - la Neuveville

- Écarts :

- l'Amadou
- la Clanche
- les Hautes-Prayes
- les Quatre Maisons
- Richemont
- Saint-Abouche
- la Malgrange
- le Pré-Badois

### Hydrographie et les eaux souterraines
La commune est située dans le bassin versant du Rhin au sein du bassin Rhin-Meuse. Elle est drainée par le ruisseau d'Achen et le ruisseau Sattelbach.
Système d’information pour la gestion des eaux souterraines du bassin Rhin-Meuse : Cours d'eau (BD Carthage).
- la Fave, affluent droit de la Meurthe, donc un sous-affluent de la Moselle, puis du Rhin.

## Toponymie
Colroy est attesté sous les formes H. de Courai (1172) ; Courroye (1224) ; Courroie (1224) ; Corroy (1284) ; Corroi (1284) ; Ban de Courroi (XIIIe siècle) ; Li bans de Coiroi (XIIIe siècle) ; Colroi (1360) ; Corrois (1390) ; De Colreto (1408) ; Colroy (1491) ; ? Courval, Couras (1656) ; Colrey (XVIIe siècle) ; Collis regia (1768) ; Colroy la Grande (1793) ; La Grande Fave, cy-devant Colroy (an III) ; Colroy la Grande, dit la Grande Fave (an IV) ; La Grande Fave, cy devant Colroy la Grande (an IV) ; Colroy la Grande (an V).

On évoque Colroy-la-Grande au XVIIIe siècle : Collis regia en 1768, Colroy-la-Grande en 1793 et La Grande-Fave et de La Rochette sous la révolution française.

Coryl-etus, « lieu où abondent les coudriers (ensemble de noisetiers) ».

## Histoire
Les hommes de Colroy ont fourni depuis des temps immémoriaux protections et aides de transport aux marchands de la voie des Saulniers. La voie des Saulniers relient alors l'Alsace du Val de Villé à Moyenmoutier et Étival par le col de Saales. Les anciens montagnards les nommaient les rois du col car leur maîtrise technique des chariots et des schlittes, tant en usage qu'en conception et au besoin leur mobilisation collective permettaient de sauver un convoi marchand en perdition.
Le village de Colroy (collis regia) dépendait du domaine du chapitre de Saint-Dié, et des sires de Barbay.
En 1398, le chapitre de Saint-Dié y prélève quinze muids de blé. En 1400, le maire Aubert Bertei de Colroy prend à cens une ménantille appartenant au chapitre, moyennant cinq gros annuels à la saint Martin d'hiver. Elle est constituée d'une maison, d'un pré et d'un meix.
Le 15 décembre 1491, il y eut un accord fait entre les habitants de Colroy et de Lusse touchant les pâturages, bois, etc. Les habitants devaient annuellement 29 gros de rente ordinaire.
Colroy a longtemps fait partie de la paroisse de Provenchères. Elle commence son émancipation paroissiale vers 1600. Tout comme Provenchères et Le Beulay, les membres de la communauté ont eu aussi plusieurs seigneurs non comparsonniers et en conséquence plusieurs maires.
La tradition apporte que pendant la Guerre de Trente Ans, un parti de cavaliers brandebourgeois fut détruit par les Français dans un chemin creux allant de Colroy à Lubine : ce chemin se nomme encore aujourd'hui la Creuse des Brandebourgeois.
La mairie de Colroy-la-Grande appartenait au bailliage de Saint-Dié. L'histoire de la ville est étroitement liée à celle de Lubine.
L'église, dédiée à saint Jean-Baptiste, était du diocèse et du doyenné de Saint-Dié. La cure était à la collation du chapitre cathédral. L'église a été bâtie en 1774. La mairie et les écoles datent de 1856.
Colroy-la-Grande, qui faisait partie depuis 1790 du canton de Saales, est une des communes de ce canton restées françaises. Par la loi du 5 avril 1873, elle est entrée dans le canton nouvellement créé de Provenchères-sur-Fave.
Dans le coteau appelé Gros-Rain, se trouvent deux bans de terrains houillers inclinés faiblement vers l'est. Sur le chemin, entre ce village et Lubine, on remarque encore les débris d'anciennes houillères.
Par arrêté préfectoral du 22 décembre 2015, la commune nouvelle de Provenchères-et-Colroy est créée par la fusion de Provenchères-sur-Fave avec Colroy-la-Grande, conformément aux délibérations des conseils municipaux respectifs du 20 novembre 2015 et malgré l'opposition d'un collectif. Son siège est fixé à la mairie de Provenchères-sur-Fave.

## Politique et administration

### Budget et fiscalité 2015
En 2014, le budget de la commune était constitué ainsi :
- total des produits de fonctionnement : 431 000 €, soit 776 € par habitant ;
- total des charges de fonctionnement : 455 000 €, soit 819 € par habitant ;
- total des ressources d'investissement : 70 000 €, soit 126 € par habitant ;
- total des emplois d'investissement : 139 000 €, soit 249 € par habitant ;
- endettement : 176 000 €, soit 317 € par habitant.

Avec les taux de fiscalité suivants :
- taxe d'habitation : 22,45 % ;
- taxe foncière sur les propriétés bâties : 5,88 % ;
- taxe foncière sur les propriétés non bâties : 12,86 % ;
- taxe additionnelle à la taxe foncière sur les propriétés non bâties : 38,75 % ;
- cotisation foncière des entreprises : 18,08 %.

### Liste des maires
| Période                                  | Période   | Identité                     | Étiquette                           | Qualité |
| ---------------------------------------- | --------- | ---------------------------- | ----------------------------------- | --- |
| Les données manquantes sont à compléter. |           |                              |                                     | |
| 1947                                     | mars 1977 | Maurice Lemaire              | RPF, Républicains sociaux, UNR, UDR | Directeur général de la SNCF Conseiller général du canton de Raon-l'Étape (1951-1969) Député (1951-1978), ministre (1953-1955, 1956-1957) Conseiller général du canton de Provenchères-sur-Fave (1969-1978) Conseiller régional de Lorraine (1974-1978) |
| mars 1977                                | mars 1989 | Mme Peterschmitt             | PS                                  | |
| mars 1989                                | mars 2001 | Jean-Claude Petitdidier      | SE                                  | |
| mars 2001                                | mars 2014 | Georgette Blaise (1937-2015) | UMP                                 | Principale de collège retraitée |
| mars 2014                                | En cours  | Christian Georges            |                                     | |

## Population et société

### Démographie

#### Évolution démographique
L'évolution du nombre d'habitants est connue à travers les recensements de la population effectués dans la commune depuis 1793. À partir du 1er janvier 2009, les populations légales des communes sont publiées annuellement dans le cadre d'un recensement qui repose désormais sur une collecte d'information annuelle, concernant successivement tous les territoires communaux au cours d'une période de cinq ans. 
Pour les communes de moins de 10 000 habitants, une enquête de recensement portant sur toute la population est réalisée tous les cinq ans, les populations légales des années intermédiaires étant quant à elles estimées par interpolation ou extrapolation. Pour la commune, le premier recensement exhaustif entrant dans le cadre du nouveau dispositif a été réalisé en 2005,.
En 2013, la commune comptait 535 habitants, en évolution de −6,79 % par rapport à 2008 (Vosges : −1,74 %, France hors Mayotte : +2,49 %).
| 1793 | 1800 | 1806 | 1821  | 1831  | 1836  | 1841  | 1846  | 1856  |
| ---- | ---- | ---- | ----- | ----- | ----- | ----- | ----- | ----- |
| 782  | 858  | 876  | 1 029 | 1 278 | 1 205 | 1 216 | 1 259 | 1 107 |

| 1861  | 1866  | 1876  | 1881  | 1886  | 1891  | 1896  | 1901  | 1906  |
| ----- | ----- | ----- | ----- | ----- | ----- | ----- | ----- | ----- |
| 1 182 | 1 166 | 1 343 | 1 246 | 1 180 | 1 141 | 1 079 | 1 031 | 1 030 |

| 1911 | 1921 | 1926 | 1931 | 1936 | 1946 | 1954 | 1962 | 1968 |
| ---- | ---- | ---- | ---- | ---- | ---- | ---- | ---- | ---- |
| 875  | 667  | 928  | 648  | 655  | 520  | 570  | 543  | 680  |

| 1975 | 1982 | 1990 | 1999 | 2005 | 2010 | 2013 | - | - |
| ---- | ---- | ---- | ---- | ---- | ---- | ---- | - | - |
| 618  | 571  | 635  | 611  | 593  | 551  | 535  | - | - |

### Enseignement
Établissements d'enseignements :
- Écoles maternelles et primaires à Provenchères-et-Colroy, Lusse, Saales, Ban-de-Sapt, Raves.
- Collèges à Provenchères-et-Colroy, Saint-Dié-des-Vosges.
- Lycées à Saint-Dié-des-Vosges.

### Santé
Professionnels et établissements de santé :
- Médecins à Provenchères-sur-Fave, Saales, Le Beulay, Ban-de-Laveline, Sainte-Marie-aux-Mines.
- Pharmacies à Provenchères-sur-Fave, Saales, Ban-de-Laveline, Sainte-Marie-aux-Mines.
- Hôpitaux à Sainte-Marie-aux-Mines, Senones, Neuve-Église, Rothau, Le Bonhomme.

### Cultes
- Culte catholique, Paroisse La-Sainte-Trinité[14], Diocèse de Saint-Dié.

## Économie

### Entreprises et commerces

#### Agriculture
- Exploitants forestiers[15].
- Programme d'actions, espaces agricoles, forestiers et fonds de vallée de la Bruche[16].

#### Tourisme
- Hébergements et restauration à Provenchères-sur-Fave, Saales, Grandrupt, Denipaire, Belval, Senones.

#### Commerces
- Commerces et services de proximité.

## Culture locale et patrimoine

### Lieux et monuments
- Chapelle Saint-Sébastien bâtie en 1630 au bas du village[17].
- Église Saint-Jean-Baptiste du XVIIIe siècle, bâtie en 1774, de style baroque[18], 
  - son harmonium[19],
  - et son orgue de François Didier construit entre 1927 et 1930[20],[21],[22].
- Tombeaux de curés[23].
- Croix de cimetière[24],[25].
- Monument aux morts[26],[27].

La commune a été décorée le 22 octobre 1921 de la croix de guerre 1914-1918.
- Bornes frontalières d'Ancien Régime en série (série de 10)[29].

### Personnalités liées à la commune
- Eugène Petitcolin, aide d'anatomie, mouleur[30] ;
- Maurice Lemaire, ministre, député, conseiller régional, conseiller général, directeur général de la SNCF, maire de la commune de 1947 à 1977.

### Héraldique, logotype et devise
| Blason | Blasonnement : De sinople à deux sapins d’argent surmontés d’une abeille d’or. Commentaires : Les sapins indiquent que la commune est boisée à 75 % de forêt de résineux, c’est ce qui explique également pourquoi le champ de l’écu est de sinople. Quant à l’abeille, elle symbolise la grosse exploitation de miel de la localité. |

## Pour approfondir